# Viscosia elongata
Viscosia elongata är en rundmaskart som beskrevs av Nikolai Nikolaievich Filipjev 1922. Viscosia elongata ingår i släktet Viscosia och familjen Oncholaimidae. Inga underarter finns listade i Catalogue of Life.